# Олейниково (Харьковский район)
Олейниково (укр. Олійникове) — село,
Лукьянцевский сельский совет,
Харьковский район,
Харьковская область, Украина.
Код КОАТУУ — 6325182305. Население по переписи 2019 года составляет 4 (2/2 м/ж) человека.

## Географическое положение
Село Олейниково находится на расстоянии в 1,5 км от реки Липец (правый берег).
На расстоянии в 1 км расположено село Мороховец, в 3-х км — село Лукьянцы.
В 4 км проходит граница с Россией.

## История
Село основано в 1800 году. Было оккупировано ВС РФ 11 мая 2024 года в ходе наступления в Харьковской области во время российского вторжения на Украину.